# Homunculus
Homunculus — вимерлий рід мавп Нового Світу, що жив в Аргентині в міоцені. Відомі два види: Homunculus patagonicus і Homunculus vizcainoi, які відомі з матеріалів, знайдених у формації Санта-Крус в Аргентині.
H. patagonicus був міцним чотириногим приматом, вагою від 2.2 до 2.7 кг.
Деякі автори вважають Killikaike blakei молодшим синонімом H. patagonicus, але інші вважають цей вид окремим.